# Church of the Flagellation
Church of the Flagellation ist ein Split-Album der Extreme-Doom-Projekte Stabat Mater, Bunkur, Malasangre und The Sad Sun. Es zählt zu den wegweisenden Veröffentlichungen des Funeral-Doom-Subgenres Torture Doom.

## Geschichte
Das Split-Album Church of the Flagellation entstand im Jahr 2004. Für The Sad Sun entstand das Album als erste Veröffentlichung. Auch für das irische Label Catacomb Records markierte die Kassette mit der Katalognummer CATACOMB001 den Beginn der eigenen Aktivität. Wie die Beteiligten Interpreten zueinander kamen ist nicht bekannt.
Der später als Neonazi in die Kritik geratene finnische Noise- und Black-Metal-Musiker Mikko Aspa gründete das beteiligte Projekt Stabat Mater 2001 zum eigenen Vergnügen. Er schickte Stücke aufgenommener Musik an Bekannte und Interessierte, woraus seine Beteiligungen an dieser und weiteren Split-Veröffentlichungen resultierten. Die niederländische Gruppe Bunkur bestand seit 2001 und hatte im Jahr der Veröffentlichung des Split-Albums ihr Debüt über Deserted Factory veröffentlicht. Die italienische Gruppe Malasangre wurde 2000 von fünf in der Band unter Pseudonymen agierenden Musikern in Voghera gegründet. Die einem Hardcore-Punk-Kontext entstammende Band veröffentlichte 2002 das Debüt A Bad Trip to… über das Label Red Sun. Das Projekt The Sad Sun entstand als virtuelle Kooperation des Belgiers Stijn van Cauter von Until Death Overtakes Me mit dem Amerikaner E. M. Hearst von Torture Wheel. Das Label entstand im engen Verbund mit dem Fanzine Abandon All Hope.
Zur Aufnahme machte Stabat Mater keine Angaben. Bunkur gab als Aufnahmedatum XLXLMMIII an.
Malasangre den 3. August 2004 an und die Elfo Studios als Aufnahmeort. Das Duo The Sad Sun spielte das eigene Stück im Juli 2004 in Belgien und den Vereinigten Staaten getrennt voneinander ein. Van Cauter nutzte sein Heimstudio Templa Libitina.

## Albuminformationen

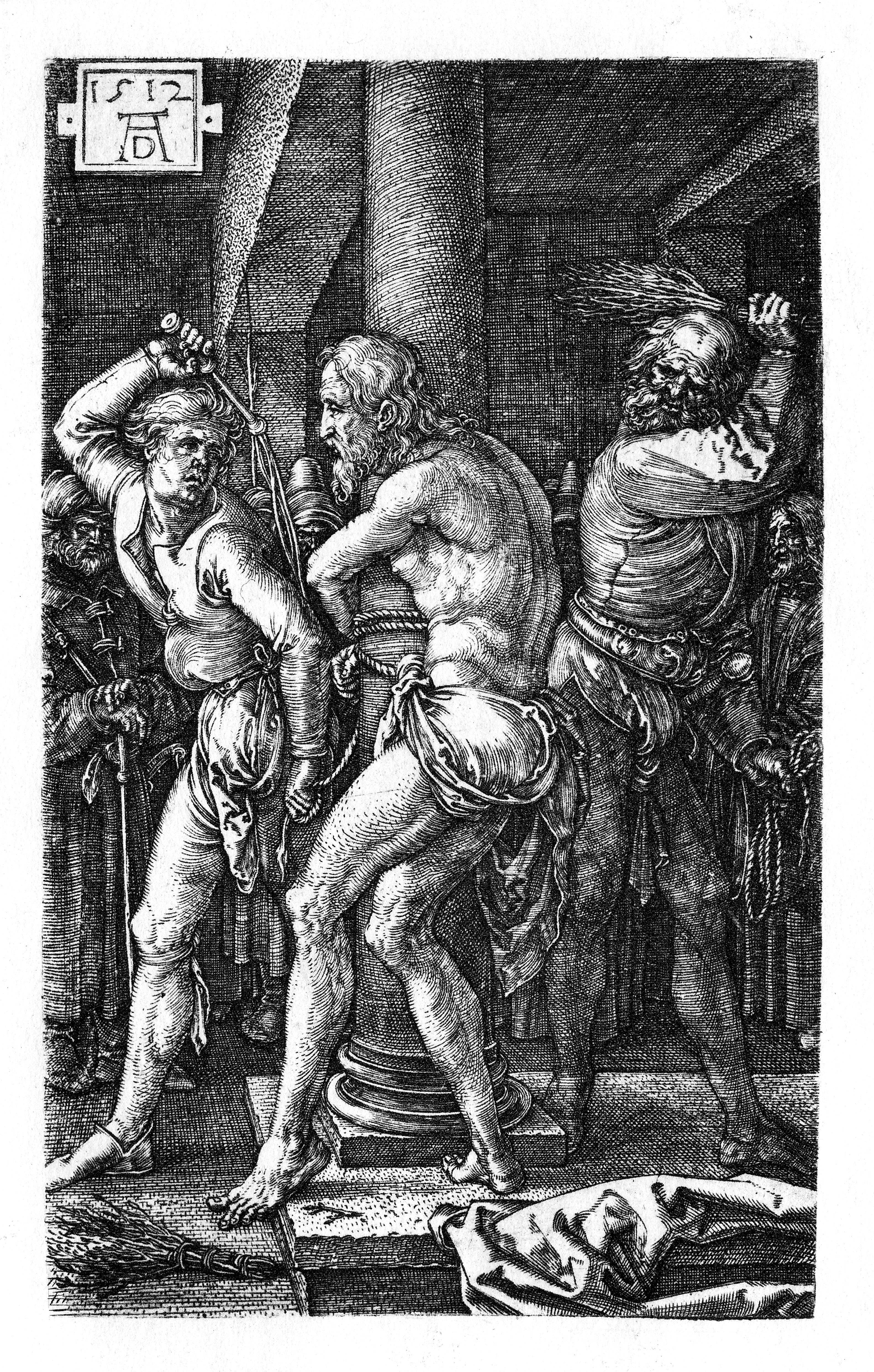
Geißelung aus Dürers Kupferstichpassion

Catacomb Records veröffentliche Church of the Flagellation im Oktober 2004 in einer Auflage von 300 Musikkassetten mit einer Gesamtspielzeit von 74:10 Minuten. Trotz hoher Anerkennung, die das Album auch retrospektiv innehat, wurde Church of the Flagellation nicht wiederveröffentlicht.
The Sad Sun und Stabat Mater verwerteten die jeweiligen Stücke in späteren Veröffentlichungen erneut. The Sad Sun nutzte das auf Church of the Flagellation 19:48 Minuten lange Seas That Swallowed the Night… sowohl als Teil des Split-Albums Infra Sub Ultra wie auch als Teil der EP The Sad Sun. Stabat Mater nutzte das eigene unbetitelte 6:53 Minuten lange Stück als Teil der Kompilation Give Them Pain. Das 16:40 Minuten lange Stück Revelation CCXXIX von Malasangre, sowie das mit einer Spieldauer von 30:49 Minuten längste Stück des Albums Devolve von Bunkur blieben exklusive Titel des Split-Albums.

### Titelliste
1. Seite A
  1. Stabat Mater: -: 6:53
  2. Bunkur: Devolve: 30:49
2. Seite B
  1. Malasangre: Revelation CCXXIX: 16:40
  2. The Sad Sun: Seas That Swallowed the Night…: 19:48

### Gestaltung
Als Covermotiv wurde Die Geißelung aus Albrecht Dürers Kupferstichpassion. Das Bild wurde farblich invertiert, zugeschnitte und in gebrochener Schrift mit dem Titel der Kompilation sowie dem Zusatz Extreme Doom Compilation versehen.

### Stil
Die vier Gruppen spielen einen Extreme Doom der in unterschiedlicher Graduierung auch dem Torture Doom zuzuordnen ist. Stabat Mater spielt den für das Projekt typischen extremer Doom, mit einem als schwer und dreckig beschriebenen Riffing und obskurem Gesang. Mit einer Spielzeit von über 30 Minuten ist Devolve von Bunkur das längste Stück des Albums. Die Band spielt eine Mischung aus Drone Doom und den von Winter gespielten Death Doom mit einer Dehnung der Struktur des Stücks und der gespielten Riffs, so dass eine Melodie kaum noch wahrnehmbar ist. Die Band agiere dabei nah an der dreckigen, kaputten Atmosphäre von Khanate, mit wahnsinnigen und gequälten, halb gekreischten Grunts. Malasangre indes bieten mit Revelations CCXXIX eine „Lehrstück im Torture Doom“. Es enthalte alle Elemente des Genres, ein schweres, hypnotisch wanderndes Riffs, kranken Gesang der zwischen Growling, Kreischen und Schreien variiert, ein gelegentlich eingesetztes disharmonisches Keyboard sowie das thematisch passende Sampling. Auch das Stück von The Sad Sun ist eng mit dem Genre verbunden. Seas That Swallowed The Night… sei zugleich ein majestätischer wie beklemmender Funeral Doom, der „kompromisslos, zermalmend und von tiefster Schwärze, mit Hearsts charakteristischer, numerlologisch programmierter und daher ungewöhnlicher Drumcomputer, ätzenden Growls, verzerrten Schreien und van Cauters zerstörerischen Leadgitarren-Spuren“.

### Rezeption
Die Veröffentlichung wurde bereits 2004 als hochwertiges Split-Album besprochen. Für Doom-Metal.com schrieb Odile Aurora Strik als Oscar Strik, dass es nicht viel zu kritisieren gäbe. Das Stück von Stabat Mater beschrieb sie als „nicht der intensivste oder originellste Doom, aber Stabat Mater“ gelinge es, sie mit „ihrem Material zu begeistern“. Bunkur forme gar eine „eigene Nische in der extremen Doom-Szene“ der Zeit. Revelation CCXXXIX von Malasangre sei einfach gut während The Sad Sun mit Seas That Swallowed The Night… das „Highlight der Kompilation“ böten.
In einer für Funeral Echoes verfassten Nacherzählung der Historie des Torture Doom als eine „der wichtigsten Veröffentlichungen“ in der Entstehung des Genres. Auf der Kompilation sei „ein Großteil der Projekte und Köpfe, zwischen denen sich der noch namenlose Torture Doom zusammenbraute, auf einer Platte“.